# Trampolino elastico ai Giochi mondiali 2022 - Tumbling maschile
La gara del tumbling maschile di trampolino elastico ai Giochi mondiali 2022 si è svolta il 17 luglio 2022 a Birmingham.

## Risultati

### Qualificazioni
| Pos | Atleta            | D Score | E Score | Penalità | Punteggio | Totale |
| --- | ----------------- | ------- | ------- | -------- | --------- | ------ |
| 1   | Kaden Brown       | 9.300   | 18.800  |          | 28.100    | 29.100 |
| 2   | Jaydon Paddock    | 10.800  | 18.300  |          | 29.100    | 27.500 |
| 3   | Rasmus Steffensen | 9.300   | 18.400  |          | 27.700    | 27.400 |
| 4   | Axel Duriez       | 9.300   | 18.100  |          | 27.400    | 25.700 |
| 5   | Andre Palma       | 8.700   | 17.900  |          | 26.600    | 26.200 |
| 6   | Ethan McGuinness  | 9.600   | 17.200  |          | 26.800    | 25.900 |
| 7   | Sam Dhoop         | 8.100   | 16.700  |          | 24.800    | 25.800 |
| 8   | Kento Matayoshi   | 3.300   | 17.600  |          | 20.900    | 25.700 |
| 9   | Vitalii Voitiv    | 4.800   | 17.000  |          | 21.800    | 24.000 |
| 10  | Justin Thompson   | 7.300   | 16.800  |          | 24.100    | 20.100 |

### Semifinale
| Pos | Atleta            | D Score | E Score | Penalità | Punteggio | Totale |
| --- | ----------------- | ------- | ------- | -------- | --------- | ------ |
| 1   | Rasmus Steffensen | 11.600  | 17.900  |          | 29.500    | 29.500 |
| 2   | Kaden Brown       | 9.300   | 18.300  |          | 27.600    | 27.600 |
| 3   | Axel Duriez       | 9.300   | 18.100  |          | 27.400    | 27.400 |
| 4   | Kento Matayoshi   | 8.100   | 18.900  |          | 27.000    | 27.000 |
| 5   | Jaydon Paddock    | 8.800   | 16.800  |          | 25.600    | 25.600 |
| 6   | Andre Palma       | 9.300   | 15.800  | -0.200   | 24.900    | 24.900 |
| 7   | Ethan McGuinness  | 6.000   | 15.500  |          | 21.500    | 21.500 |
| 8   | Sam Dhoop         | 4.500   | 16.800  |          | 21.300    | 21.300 |

### Finale
| Pos | Atleta            | D Score | E Score | Penalità | Punteggio | Totale |
| --- | ----------------- | ------- | ------- | -------- | --------- | ------ |
| 1   | Kaden Brown       | 10.400  | 18.900  |          | 29.300    | 29.300 |
| 2   | Axel Duriez       | 9.100   | 18.700  |          | 27.800    | 27.800 |
| 3   | Rasmus Steffensen | 5.700   | 18.200  |          | 23.900    | 23.900 |
| 4   | Kento Matayoshi   | 6.900   | 16.100  |          | 23.000    | 23.000 |